# Pinacia albistella
Pinacia albistella là một loài bướm đêm trong họ Noctuidae.